# التوبيانية
اللغة التوبيانية وتسمى لغة توبي (بالأنكليزية:Tobian language) هي لغة يتحدث بها في جزر جنوب غرب بالاو في الدولة هاتوهوبي وميكرونيزيا وبالاو، يتحدث بها ما يقرب من 150 شخصا.
ترتبط لغة توبي ارتباطا وثيقاً باللغات واللهجات المتواجدة في سونسورول و ميرير وبولو آنا وغيرها من جزر جنوب غرب بالاو المأهولة وكذلك ولايات ميكرونيزيا الموحدة من الجزر الخارجية ياب وتروك لاغون، وهي قريبة جداً إلى السونسورولية.
في هذه الأيام أكثر متحدثي يعيشون في أيتشانج، وهي قرية صغيرة في كورور.
السونسورولية و لغة توبي متقاربتان جداً، ويبدو أنها تندمج تدريجيا نحو لهجة جديدة تسمى (إيتشينجيس/Echangese)[بحاجة لمصدر].